# Quenya

Namnet quenya skrivet med tengwar.

Quenya (IPA: ['kwɛnja]; ibland kallad högalviska) är ett språk som skapades av J.R.R. Tolkien för hans fiktiva värld Arda. Det talas av de två alviska folken noldor och vanyar. Quenya är tillsammans med sindarin de viktigaste och mest genomarbetade av Tolkiens språk.

## Extern ("verklig") historia
Grunden till den alviska språkfamiljen lades redan 1915 då Tolkien var 23, ungefär samtidigt som han började skriva det mytologiska verk som kom att kallas Silmarillion. Språkets namn stavades på denna tid qenya. Tolkien fortsatte att fila på språket under hela sin levnad och det kom att genomgå oräkneliga ändringar. Även efter att Ringarnas herre hade publicerats kom han att gå igenom och revidera de alviska texterna inför framtida upplagor.
Tolkien var en entusiastisk filolog och hans mål var att skapa ett så vackert språk som möjligt. Den fiktiva världen kom till för att ge språket en historia och någon som talade det snarare än tvärt om.
Tolkien modellerade quenya efter latin, finska och grekiska. Språket är kraftigt syntetiskt med tio kasus och fyra numerus samt enklitiska ändelser för pronomen. Ett ord kan innehålla flera grammatiska ändelser. En mening som 'jag har funnit det' kan på quenya uttryckas som ett enda ord: utúvienyes. Fonotaxen är mycket restriktiv och tillåter exempelvis, med ett enda undantag, inga konsonantkluster i början eller slutet av ord.
Eftersom språkets utveckling och historia finns noggrant beskriven går det att härleda nya ord från andra alviska språk och från de primitiva ordstammar som finns. Denna form av quenya som används av entusiaster för att skriva poesi och prosa kallas ibland för neo-quenya eller quenya vinyakarme. Att Tolkien hela tiden revidera sina språk gör dock att den som väljer att skriva på quenya tvingas ta beslut om vilken version som ska betraktas som mest korrekt.

### Publicerat material
Trots att Tolkien producerade en stor mängd material om sina konstgjorda språk blev mycket lite av det publicerat under hans livstid. Den information som publicerades i bilagorna till Konungens återkomst (i den äldre översättningen utgivna separat i Ringens värld) begränsar sig till att återge språkens ljud- och skriftsystem. I Silmarillion, publicerad 1977, återfinns en kortare lista med vanliga ordled på quenya och sindarin. Ordistan växte kraftigt i och med publiceringen av Etymologies i boken The Lost Road and Other Writings år 1987 som innehöll en lista med ca 600 historiska ordstammar från vilka en stor mängd ord kan härledas. Enligt en uppskattning hade 2008 fortfarande mer än hälften av Tolkiens material inte publicerats.
En stor mängd material har också publicerats i tidskrifterna Vinyar Tengwar och Parma Eldalamberon. Till en början innehöll de analyser av redan publicerat material men så småningom fick de tillåtelse att publicera flera av Tolkiens ursprungliga texter och då i synnerhet sådana som inte platsade i bokserien The History of Middle Earth. En av de största och mest betydelsefulla publiceringarna av Tolkiens lingvistiska material gjordes 2007 i Parma Eldalamberon nr 17.

## Intern historia
Tolkien beskrev quenyas språkhistoria på olika ställen i sina anteckningar, och beskrivningarna stämmer inte helt överens. Nedanstående får därför ses som en version bland flera möjliga.
Quenya utvecklades ur eldarin under den 250 år långa marschen från Cuiviénen mot Valinor. Det talades av vanyar och noldor i Valinor. Deras dialekter noldorin och vanyarin skiljde sig något åt men var ömsesidigt fullt begripliga. Efter alvernas ankomst till det heliga landet Valinor kom det också att talas av valar, gudarna i Tolkiens mytologi. Ett tredje folk, teleri, talade det närbesläktade språket telerin.
När noldor senare gjorde uppror mot valar och återvände till Midgård hade det gått så lång tid att alverna i Midgård och i Aman utvecklat olika språk. Efter att Thingol, kung över sindaralverna (de teleri som stannat kvar i Midgård), fick reda på att noldor vid upproret dödat många av hans släktingar bland teleri förbjöd han sitt folk att tala quenya, vilket tvingade noldor att använda sindarin i sina kontakter med dem. Quenya levde dock vidare som ett högtidsspråk för sång och dikt, vilket gjorde att den långsamma utveckling det tidigare genomgått kom att avstanna helt.

## Fonetik
Om quenya sade Tolkien att han modellerat det efter finska, latin och grekiska. Samtliga är relativt restriktiva i sin ljudstruktur i det att de tillåter få konsonantgrupper, och detta är ett drag som quenya kommit att låna. I likhet med finska kan korta vokaler kombineras med korta konsonanter.

### Vokaler
Quenya har tio vokaler; fem korta och fem långa, i skrift återgivna med a, e, i, o och u. Långa vokaler betecknas med akut accent: á, é í, ó respektive ú. I stort sett uttalas vokalerna som i finska eller latin. Således uttalas o öppet, ungefär som i svenska botten, inte slutet som i spelkort. De långa vokalerna é och ó beskrivs dock av Tolkien som mer slutna än deras korta motsvarigheter. Följande tabell ger en översikt över vokalernas fonetiska värden.
|        | Främre | Främre | Central | Central | Bakre | Bakre |
| lång   | kort   | lång   | kort    | lång    | kort  |       |
| ------ | ------ | ------ | ------- | ------- | ----- | ----- |
| Sluten | iː     | i      |         |         | uː    | u     |
| Mellan | eː     | ɛ      |         |         | oː    | ɔ     |
| Öppen  |        |        | aː      | a       |       |       |

### Diftonger
Quenya har sex diftonger. Till en början var samtliga diftonger fallande men till den tredje tidsåldern hade iu utvecklats till stigande.
|        | Final vokal | Final vokal |
| Främre | Bakre       |             |
| ------ | ----------- | ----------- |
| i      |             | ɪ̯u          |
| e      |             | eu̯          |
| a      | aɪ̯          | au̯          |
| o      | oɪ̯          |             |
| u      | uɪ̯          |             |

### Konsonanter
Tabellen nedan beskriver noldorin quenya så som den talades av noldor i exil i Midgård. Vanyarin quenya har även kvar en dental frikativa [θ] och en tonande alveolar frikativa [z] medan dessa ljud i noldorin quenya har ersatts med [s] respektive [r].
|           | Bilabial | Labiodental | Dental | Alveolar | Postalveolar | Palatal | Velar | Glottal |
| --------- | -------- | ----------- | ------ | -------- | ------------ | ------- | ----- | ------- |
| Nasal     | m        |             |        | n        |              |         | ŋ     |         |
| Klusil    | p b      |             | t d    |          |              |         | k g   |         |
| Frikativa |          | f v         |        | s        |              | (ç)     | x     | h       |
| Likvida   |          |             |        |          | l            | r       |       |         |
| Halvvokal | (ʍ) w    |             |        |          |              |         | j     |         |

Den latinska ortografin stämmer till stor del överens med IPA. Dock använder Tolkien c för att representera [k] och ñ för [ŋ] när denna inte följs av en annan velar (vilket endast sker i äldre quenya), annars n. Digraferna hy, hw och ch representerar [ç], [ʍ] och [x]. När h ingår i klustret ht uttalas den [ç] efter e och i och [x] efter övriga vokaler. y representerar [j] precis som på engelska.

### Betoning
Reglerna för betoning bygger på latinets, är icke-fonematisk (ett ords betydelse är aldrig beroende av dess betoning) och styrs av stavelsernas längd och position i ett ord. Betoning markeras därför inte i skrift. I tvåstaviga ord faller betoningen på den första stavelsen. I ord med fler stavelser faller den på den näst sista stavelsen om denna är lång, det vill säga om vokalen är lång, är en diftong eller följs av två eller fler konsonanter. I annat fall faller den på den tredje sista stavelsen. 

### Fonotax
Stavelser tenderar att vara öppna. Kontinuanter [f, v, s, h, j (y), w, l, r, m, n] föredras framför klusiler [p, t, k (c)] och dentaler [t, s, r, l, n] föredras framför andra artikulationsställen. Tonande klusiler [b, d, g] föregås alltid av en nasal [m, n] eller likvida [l, r]. Halvvokalerna j [y] och w är vanligt förekommande efter andra konsonanter.

## Grammatik
Huvudartikel: Quenyas grammatik
Utmärkande för grammatiken är ett rikt böjningssystem som är ett arv från fornalviskan.

### Substantiv
Substantiv kan böjas i upp till tio olika kasus och fyra numerus. Ett av kasusen har okänd betydelse.
- Nominativ markerar subjektet till ett verb och används också tillsammans med vissa prepositioner. I talad quenya fungerar det också som ackusativ.
- Ackusativ markerar det direkta objektet. Kasuset återfinns bara i skriven quenya.
- Genitiv markerar att ett substantiv modifierar ett annat. Det överlappar ibland ablativ- och possessivkasusen.
- Instrumentalis markerar att substantivet är ett instrument som används av subjektet.
- Dativ markerar det indirekta objektet.
- Lokativ markerar placering vid substantivet
- Allativ markerar rörelse mot substantivet
- Ablativ markerar rörelse bort från substantivet.
- Possessiv markerar att substantivet har sitt ursprung i, är en del av eller ägs av ett annat.

De fyra numerusen är singularis, dualis, partitiv och pluralis. Partitiv används i betydelsen "ett fåtal ur en större grupp" och påminner om ett finskt kasus med samma namn.

### Verb
Det finns två typer av verb: de primära verben som bildats direkt från en ordstam och de avledda verben som består av ordstam plus ändelse.
De fem kända tempusen är aorist, presens, preteritum, perfekt och futurum. Både aorist och presens är presensformer men beskriver olika verbaspekter. Presens beskriver en progressiv aspekt och används om pågående handlingar medan aorist beskriver en perfektiv aspekt och används för allmänna sanningar och händelser som inte är bundna av tid.

### Pronomen
I quenya finns det separata pronomen för tre olika numerus: singularis, dualis och pluralis. I första person dualis och pluralis finns det separata inkluderande och exkluderande former som används beroende på om den tilltalade ingår i den grupp som omnämns eller ej. Pronomen uttrycks för det mesta i form av enklitiska ändelser. Dessa finns både för personliga och possessiva pronomen. Pronomenändelserna kan agera både subjekt och objekt.

## Skrift
Huvudartikel: Tengwar
I Tolkiens värld skrivs quenya vanligtvis med tengwar, ett skriftsystem skapat av Fëanor. Det bygger till viss del på ett äldre skriftsystem skapat av Rúmil av Valinor kallat sarati som i Ringarnas herre dock endast omnämns som "Rúmils tengwar". Det fördes till Midgård av de noldor som gått i landsflykt från Valinor och kom till stor del att ersätta gråalvernas runlika skriftsystem cirth (quenya: certar). Cirth försvann dock inte helt utan kom med tiden att systematiseras och utökas så att den också kunde användas för att skriva andra språk, inklusive quenya.
Två utmärkande drag hos tengwar är att det är särdragsbaserat, det vill säga att bokstävernas uttal kan i många gånger härledas från de individuella streckens form och antal, samt att vokaler skrivs ut som diakritiska tecken ovanför konsonanterna. Utanför Tolkiens värld skrivs quenya för det mesta med latinska bokstäver.

### Konsonanter
| tincotéma | tincotéma    | parmatéma         | parmatéma | calmatéma | calmatéma   | quessetéma    | quessetéma      |
| --------- | ------------ | ----------------- | --------- | --------- | ----------- | ------------- | --------------- |
| Tinco     | t [t]        | Parma             | p [p]     | Calma     | c [k]       | Quessë        | qu [kw]         |
| Ando      | nd [nd]      | Umbar             | mb [mb]   | Anga      | ng [ŋg]     | Ungwë         | ngw [ŋgw]       |
| Sulë      | th→s [θ]→[s] | Formen            | f [f]     | Aha       | h [h]       | Hwesta        | hw [ʍ]          |
| Anto      | nt [nt]      | Ampa              | mp [mp]   | Anca      | nc [ŋk]     | Unquë         | nqu [ŋkw]       |
| Númen     | n [n]        | Malta             | m [m]     | Noldo     | ñ→n [ŋ]→[n] | Nwalmë        | ñw→nw [ŋw]→[nw] |
| Órë       | r [r]        | Vala              | v [v]     | Anna      | *           | Wilya         | w [w, v]        |
|           |              |                   |           |           |             |               |                 |
| Rómen     | r [r]        | Arda              | rd [rd]   | Lambë     | l [l]       | Alda          | ld [ld]         |
| Silmë     | s [s]        | Silmë nuquerna    | s [s]     | Essë      | ss [s:]     | Essë nuquerna | ss [s:]         |
| Hyarmen   | h [h]        | Hwesta Sindarinwa |           | Yanta     | -i† [ɪ̯]     | Úrë           | -u† [ʊ̯]         |

Tabellen till höger visar de tengwar som används för att skriva quenya (undantaget hwesta sindarinwa som inte används). En pil visar de fall där uttalet har kommit att förändrats.
I quenya representerar de fyra témar 'serierna' dentaler, labialer, velarer respektive labiovelarer. En femte serie kallad tyelpetéma – som skrivs med tengwar ur den första serien samt rómen, lambe och hyarmen, försedda med två prickar undertill – representerar palataler.
Quenyas restriktiva fonotax gör att den andra raden, som vanligtvis representerar tonande klusiler, nu istället används för prenasaliserade varianter och att arda och alda används för rd och ld. Den fjärde raden står vanligtvis för tonande frikativor men då dessa saknas i quenya används raden nu för prenasaliserade tonlösa klusiler.
- Anna har inget eget ljudvärde men används, tillsammans med en tehtan för palatalisering, för att skriva y.

- Yanta och úre används för att skriva diftonger (se nedan).

- Hyarmen används för att skriva h i början av ord; annars skrivs det med aha. Aha uttalas [h] i alla positioner utom före t, där den uttalas antingen [x] efter a, o och u eller [ç] efter e och i.

- Halla, som också transkriberas h, har formen av ett vertikalt streck som skrivs före lambe och rómen i de fall då dessa historiskt uttalades tonlöst.

- Órë används för att skriva r före konsonant och i ordslut medan rómen används före vokal.

- Súlë används i ord som historiskt uttalades med [θ] (vilket transkriberas th eller þ). Den uttalas numera [s].

- Noldo och nwalmë används i ord som historiskt började på [ŋ] och [ŋw] (vilket transkriberades ñ och ñw). De uttalas numera [n] och [nw].

- Silmë nuquerna och essë nuquerna används då en tehta ska skrivas ovanför, annars används silme och essë.

### Vokaler
Vokaler skrivs i quenya med tehtar, diakritiska tecken som placeras över föregående konsonant. Finns det ingen lämplig konsonant så placeras tehtan ovanför telco, en liten vokalbärare. Långa vokaler placeras alltid ovanför ára, en lång vokalbärare (i sällsynta fall kan tehtan istället dubbeltecknas).
|  | a [a] |  | e [ɛ] |  | i [i] |  | o [ɔ] |  | u [u] |

### Diftonger
Diftonger skrivs med en kombination av en tehta och en av två speciella tengwar, yanta och úre. I detta fall uttalas tehtan först och därefter tengwan.
|  | ai [aɪ̯] |  | oi [oɪ̯] |  | ui [uɪ̯] |  | au [aʊ̯] |  | eu [eʊ̯] |  | iu [ɪ̯u] |

## Korpus
Dikten Namárie ('farväl') är den längsta text (80 ord) på quenya som återfinns i Ringarnas herre. Boken innehåller också flera kortare texter. Den längsta kända texten är Oilima Markirya med 90 ord. Förutom texter relaterade till Tolkiens sagovärld översatte han också flera katolska böner, bland annat Fader vår och Ave Maria.